# Lední hokej na Zimních olympijských hrách 1932
Hokejový turnaj v rámci Zimních olympijských her 1932 se konal od 4. do 13. února v Lake Placid ve Spojených státech amerických zároveň také jako 6. mistrovství světa. Turnaje se zúčastnila čtyři mužstva, která se utkala dvoukolově systémem každý s každým. Zápasy se odehrály na dvou místech (James B. Sheffield Olympic Skating Rink a Jack Shea Arena), přičemž každé jich hostilo právě šest. Zlatou olympijskou medaili získali opět Kanaďané.

## Průběh
Z Evropy se vzhledem k přetrvávající hospodářské krizi do zámoří vydala pouze dvě evropská mužstva. Němci ani Poláci však neměli proti severoamerickým mužstvům šanci a jejich vzájemné souboje tedy rozhodly pouze o pořadí na třetím místě. Kanaďané sehráli s domácími Američany dvě vyrovnaná utkání, která obě dospěla do prodloužení. Druhé z nich se rozhodnout nepodařilo, ale bodově i tak nebylo o celkovém vítězi pochyb.

## Výsledky a tabulka

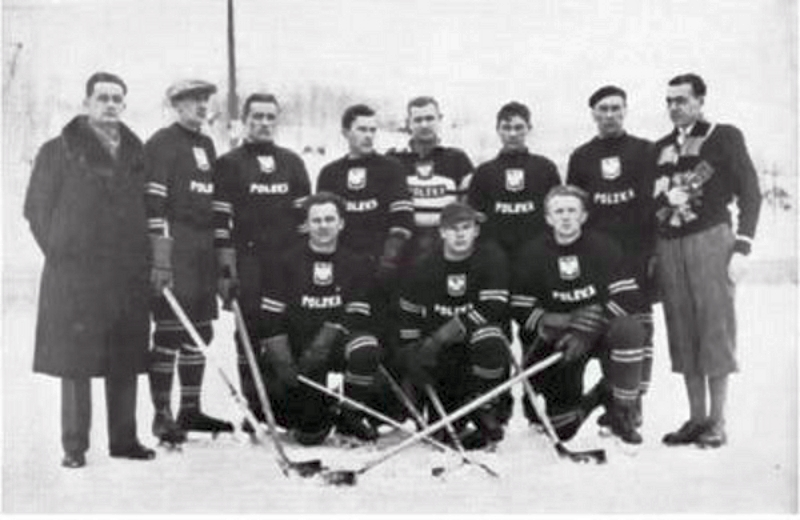
Polské hokejové mužstvo na ZOH 1932

|    |         | CAN  | USA   | GER     | POL    | V | R | P | Skóre | B  |
| 1. | Kanada  |      | 2:1p* | 4:1*    | 9:0*   | 5 | 1 | 0 | 32:4  | 11 |
| 2. | USA     | 2:2p |       | 7:0*    | 4:1*   | 4 | 1 | 1 | 27:5  | 9  |
| 3. | Německo | 0:5  | 0:8   | Německo | 2:1*   | 2 | 0 | 4 | 7:26  | 4  |
| 4. | Polsko  | 0:10 | 0:5   | 1:4     | Polsko | 0 | 0 | 6 | 3:34  | 0  |

- s hvězdičkou = 1. kolo.

 Kanada –  USA 2:1pp (0:0, 0:1, 1:0 – 1:0)
4. února 1932 (11:00) – Lake Placid (James C. Sheffield Speed Skating Oval)

Branky Kanady: 53:36 Harold Simpson, 67:14 Victor Lundquist

Branky USA: 22:05 Douglas Everett

Rozhodčí: Lou Marsh (CAN), Donald P. Sands (USA)

Vyloučení: 2:2
Kanada: William Cockburn – Hugh Sutherland, Roy Hinkel – Walter Monson, Victor Lundquist, Romeo Rivers – Aliston Wise, Normand Malloy, Harold Simpson.
USA: Franklin Farrell – John Garrison, Osborn Anderson – John Chase, Douglas Everett, Winthrop Palmer – John Bent, John Cookman, Francis Nelson.

 Německo –  Polsko 	2:1 (0:0, 1:1, 1:0)
4. února 1932 (14:45) – Lake Placid (Olympic Arena)

Branky Německa: 20:12 Gustav Jaenecke, 40:22 Martin Schröttle

Branky Polska: 30:25 Aleksander Kowalski

Rozhodčí: Lou Marsh (CAN), Donald P. Sands (USA)

Vyloučení: 3:5
Německo: Walter Leinweber – Alfred Heinrich, Erich Römer – Rudolf Ball, Martin Schröttle, Gustav Jaenecke – Georg Strobl, Werner Korff, Marquart Slevogt.
Polsko: Józef Stogowski – Aleksander Kowalski, Kazimierz Sokolowski – Wlodzimierz Krygier, Roman Sabinski, Adam Kowalski – Czeslaw Marchewczyk, Kazimierz Materski, Witalis Ludwiczak.

 USA –  Polsko 4:1 (1:0, 2:0, 1:1)
5. února 1932 (10:00) – Lake Placid (James C. Sheffield Speed Skating Oval)

Branky USA: 2:15 John Bent, 23:15 a 30:16 John Cookman, 54:55 John Garrison

Branky Polska: 42:16 Adam Kowalski

Rozhodčí: Lou Marsh (CAN), Donald P. Sands (USA)

Vyloučení: 1:4
USA: Franklin Farrell – John Garrison, Osborn Anderson – John Chase, Douglas Everett, Winthrop Palmer – John Bent, John Cookman, Francis Nelson.
Polsko: Józef Stogowski – Albert Maurer, Aleksander Kowalski – Kazimierz Materski, Adam Kowalski, Czeslaw Marchewczyk – Kazimierz Sokolowski, Roman Sabinski, Witalis Ludwiczak.

 Kanada –  Německo 4:1 (2:0, 2:0, 0:1)
6. února 1932 (10:00) – Lake Placid (Olympic Arena)

Branky Kanady: 2:02 a 14:44 Walter Monson, 29:16 Normand Malloy, 32:37 Aliston Wise

Branky Německa: 53:58 Erich Herker

Rozhodčí: Lou Marsh (CAN), Donald P. Sands (USA)

Vyloučení: 3:3
Kanada: William Cockburn – Hugh Sutherland, Roy Hinkel – Walter Monson, Victor Lundquist, Romeo Rivers – Harold Simpson, Normand Malloy, Aliston Wise.
Německo: Walter Leinweber – Alfred Heinrich, Erich Römer – Rudolf Ball, Gustav Jaenecke, Werner Korff – Georg Strobl, Marquart Slevogt, Erich Herker.

 Kanada –  Polsko 9:0 (2:0, 5:0, 2:0)
7. února 1932 (14:45) – Lake Placid (Olympic Arena)

Branky Kanady: 10:45 a 12:04 Romeo Rivers, 23:15 Victor Lundquist, 23:38 a 32:48 Walter Monson, 33:54 a 34:52 Harold Simpson, 46:42 Normand Malloy, 51:59 Roy Hinkel

Branky Polska: nikdo

Rozhodčí: Lou Marsh (CAN), Donald P. Sands (USA)

Vyloučení: 2:1
Kanada: William Cockburn – Hugh Sutherland, Roy Hinkel – Walter Monson, Victor Lundquist, Romeo Rivers – Aliston Wise, Normand Malloy, Harold Simpson.
Polsko: Józef Stogowski – Kazimierz Sokolowski, Aleksander Kowalski – Roman Sabinski, Adam Kowalski, Czeslaw Marchewczyk – Witalis Ludwiczak, Kazimierz Materski, Wlodzimierz Krygier.

 USA –  Německo 	7:0 (3:0, 2:0, 2:0)
7. února 1932 (20:15) – Lake Placid (Olympic Arena)

Branky USA: 0:37 Douglas Everett, 0:57 a 2:38 John Chase, 24:30 Francis Nelson, 34:58, 53:42 a 54:59 Winthrop Palmer

Branky Německa: nikdo

Rozhodčí: Lou Marsh (CAN), Donald P. Sands (USA)

Vyloučení: 1:6
USA: Franklin Farrell – John Garrison, Osborn Anderson – John Chase, Douglas Everett, Winthrop Palmer – John Bent,  Francis Nelson, John Cookman.
Německo: Walter Leinweber – Alfred Heinrich, Erich Römer – Rudolf Ball, Martin Schröttle, Gustav Jaenecke – Marquart Slevogt, Georg Strobl, Werner Korff.

 USA –  Polsko 5:0 (1:0, 1:0, 3:0)
8. února 1932 (14:15) – Lake Placid (James C. Sheffield Speed Skating Oval)

Branky USA: 6:42 Gordon Smith, 30:07 a 40:57 Winthrop Palmer, 43:53 John Chase, 49:01 Osborn Anderson

Branky Polska: nikdo

Rozhodčí: Lou Marsh (CAN), Donald P. Sands (USA)

Vyloučení: 1:0
USA: Franklin Farrell – John Garrison, Robert Livingston - John Chase, John Bent, Winthrop Palmer - Gordon Smith, Joseph Fitzgerald, Osborn Anderson.
Polsko: Józef Stogowski – Kazimierz Sokolowski, Kazimierz Materski – Roman Sabinski, Czeslaw Marchewczyk, Wlodzimierz Krygier – Adam Kowalski, Witalis Ludwiczak, Aleksander Kowalski.

 Kanada –  Německo 5:0 (2:0, 1:0, 2:0)
8. února 1932 (20:15) – Lake Placid (Olympic Arena)

Branky Kanady: 2:44 Victor Lundquist, 4:52 Walter Monson, 22:44 George Garbutt, 45:22 Romeo Rivers, 48:17 Albert Duncanson

Branky Německa: nikdo

Rozhodčí: Lou Marsh (CAN), Donald P. Sands (USA)

Vyloučení: 2:0
Kanada: William Cockburn – Roy Hinkel, Hugh Sutherland – Walter Monson, Victor Lundquist, Romeo Rivers – George Garbutt, Clifford Crowley, Albert Duncanson.
Německo: Walter Leinweber – Alfred Heinrich, Erich Römer – Rudolf Ball, Martin Schröttle, Gustav Jaenecke – Werner Korff, Georg Strobl, Erich Herker.

 Kanada –  Polsko 10:0 (5:0, 1:0, 4:0)
9. února 1932 (14:15) – Lake Placid (James C. Sheffield Speed Skating Oval)

Branky Kanady: 1:52 Walter Monson, 6:03 Harold Simpson, 8:40 Romeo Rivers, 8:48 Walter Monson, 14:12 Normand Malloy, 31:11 Hugh Sutherland, 44:35 Harold Simpson, 47:51 Roy Hinkel, 49:35 Kenneth Moore, 53:00 Aliston Wise

Branky Polska: nikdo

Rozhodčí: Lou Marsh (CAN), Donald P. Sands (USA)

Vyloučení: 0:2
Kanada: Stanley Wagner – Roy Hinkel, Hugh Sutherland – Walter Monson, Kenneth Moore, Romeo Rivers – Harold Simpson, Normand Malloy, Aliston Wise.
Polsko: Józef Stogowski – Kazimierz Sokolowski, Aleksander Kowalski – Wlodzimierz Krygier, Czeslaw Marchewczyk, Roman Sabinski, Kazimierz Materski, Adam Kowalski, Witalis Ludwiczak.

 USA –  Německo 8:0 (2:0, 2:0, 4:0)
10. února 1932 (14:15) – Lake Placid (Olympic Arena)

Branky USA: 7:14 John Chase, 14:13 Winthrop Palmer, 27:27 Douglas Everett, 30:13 John Garrison, 41:33 a 42:22 John Bent, 46:35 Winthrop Palmer, 54:15 John Garrison

Branky Německa: nikdo

Rozhodčí: Lou Marsh (CAN), Donald P. Sands (USA)

Vyloučení: 0:1

USA: Franklin Farrell – John Garrison, Gerald Hallock – John Chase, Douglas Everett, Winthrop Palmer – Francis Nelson, John Cookman,  John Bent, Osborn Anderson.
Německo: Walter Leinweber – Alfred Heinrich, Erich Römer – Rudolf Ball, Martin Schröttle, Gustav Jaenecke – Marquart Slevogt, Werner Korff, Georg Strobl.

 Německo –  Polsko 4:1 (0:0, 2:1, 2:0)
13. února 1932 (9:30) – Lake Placid (Olympic Arena)

Branky Německa: 5:57 a 33:08 Rudolf Ball, 42:20 Georg Strobl, 52:15 Rudolf Ball

Branky Polska: 31:40 Aleksander Kowalski

Rozhodčí: Lou Marsh (CAN), Donald P. Sands (USA)

Vyloučení: 3:3
Německo: Walter Leinweber – Alfred Heinrich, Erich Römer – Rudolf Ball, Martin Schröttle, Gustav Jaenecke – Georg Strobl, Werner Korff, Marquart Slevogt.
Polsko: Józef Stogowski – Aleksander Kowalski, Kazimierz Sokolowski – Wlodzimierz Krygier, Roman Sabinski, Adam Kowalski – Czeslaw Marchewczyk, Kazimierz Materski, Witalis Ludwiczak.

 Kanada –  USA 2:2pp (1:1, 0:1, 1:0 – 0:0)
13. února 1932 (14:15) – Lake Placid (Olympic Arena)

Branky Kanady: 9:47 Harold Simpson, 14:10 Romeo Rivers

Branky USA: 2:17 Douglas Everett, 33:38 Winthrop Palmer

Rozhodčí: Lou Marsh (CAN), Donald P. Sands (USA)

Vyloučení: 5:4
Kanada: William Cockburn – Hugh Sutherland, Roy Hinkel – Walter Monson, Victor Lundquist, Romeo Rivers – Harold Simpson, Normand Malloy, Aliston Wise.
USA: Franklin Farrell – John Garrison, Osborn Anderson – John Chase, Douglas Everett, Winthrop Palmer – John Cookman, Francis Nelson, John Bent.

## Statistiky
| Poř. | Kanadské bodování | Branky | Přihrávky | Body |
| ---- | ----------------- | ------ | --------- | ---- |
| 1.   | Winthrop Palmer   | 8      | 3         | 11   |
| 2.   | Walter Monson     | 7      | 4         | 11   |
| 3.   | Victor Lindquist  | 3      | 6         | 9    |
| 4.   | Romeo Rivers      | 5      | 3         | 8    |
| 5.   | Harold Simpson    | 6      | 1         | 7    |

- Neoficiální pořadí.

### Soupiska Kanady
Kanada (Winnipeg Hockey Club)

Brankáři: William Cockburn, Stanley Wagner.

Obránci: Hugh Sutherland, Roy Hinkel, Clifford Crowley.

Útočníci: Walter Monson, Victor Lundquist, Romeo Rivers, Harold Simpson, Normand Malloy, Aliston Wise, Albert Duncanson, George Garbutt, Kenneth Moore.

Trenér: Jack Hughes.

### Soupiska USA
USA

Brankáři: Franklin Farrell, Edward Frazier.

Obránci: John Garrison, Osborn Anderson, Joseph Fitzgerald, Gerald Hallock, Robert Livingston.

Útočníci: Winthrop Palmer, John Bent, John Chase, Douglas Everett, John Cookman, Francis Nelson, Gordon Smith.

Trenér: Ralph Windsor.

### Soupiska Německa
Německo

Brankáři: Walter Leinweber.

Obránci: Alfred Heinrich, Erich Römer.

Útočníci: Rudolf Ball, Erich Herker, Martin Schröttle, Gustav Jaenecke, Werner Korff, Marquart Slevogt, Georg Strobl.

Trenér: Erich Römer (hrající).

### Soupiska Polska
4. Polsko

Brankáři: Józef Stogowski, Tadeusz Sachs.

Obránci: Aleksander Kowalski, Albert Maurer, Kazimierz Sokolowski.

Útočníci: Adam Kowalski, Witalis Ludwiczak, Wlodzimierz Krygier, Czeslaw Marchewczyk, Kazimierz Materski, Roman Sabinski.

Trenér: Tadeusz Sachs (hrající).

## Konečné pořadí
|    | Tým                          |
| -- | ---------------------------- |
|    | Kanada (CAN)                 |
|    | Spojené státy americká (USA) |
|    | Německo (GER)                |
| 4. | Polsko                       |